# Stefan Bachmann (Regisseur)

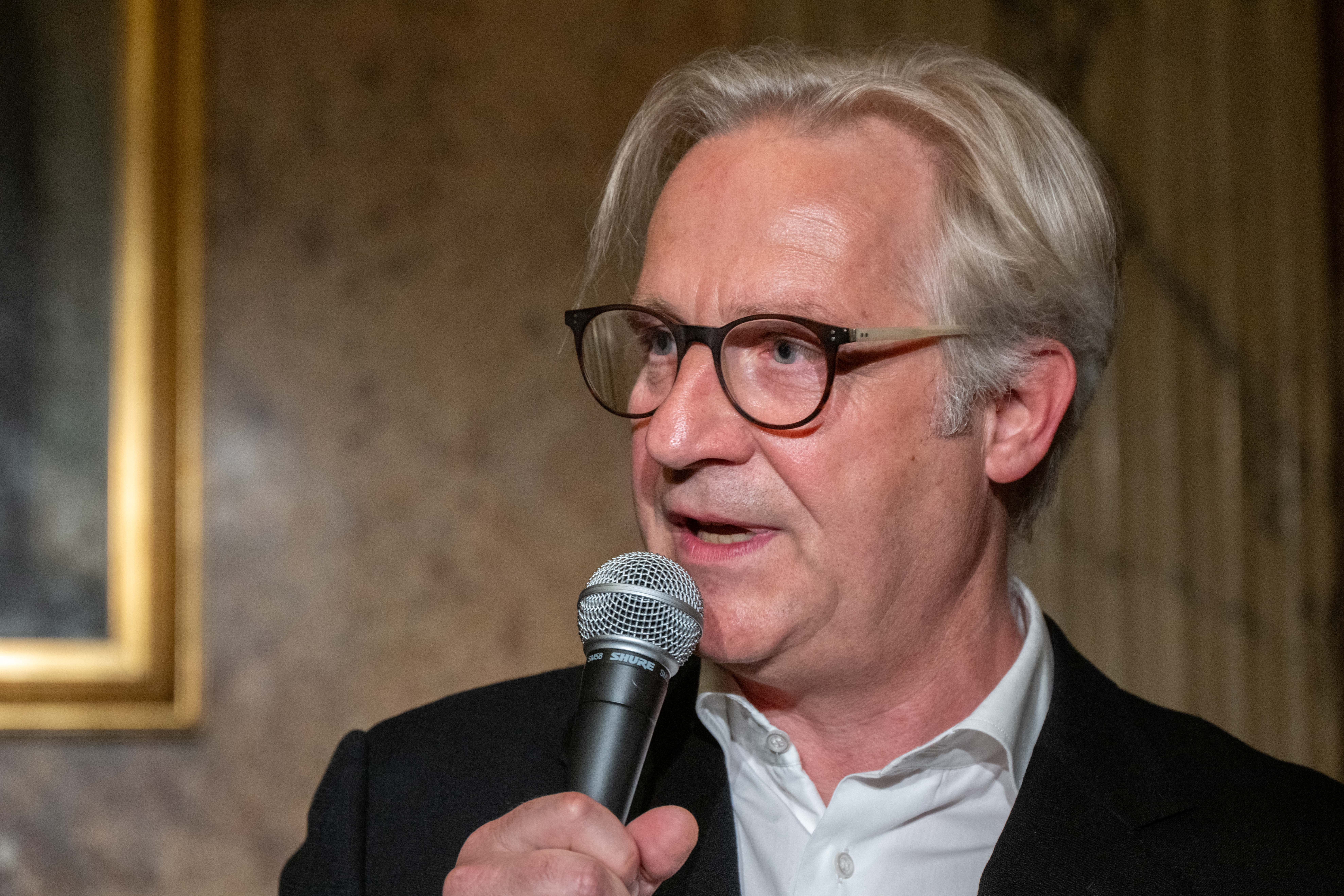
Stefan Bachmann, 2025

Stefan Bachmann (* 1. Juli 1966 in Zürich) ist ein Schweizer Theaterregisseur und leitet seit Beginn der Spielzeit 2024/25 in der Nachfolge von Martin Kušej als Direktor das Burgtheater in Wien. Von 2013 bis 2024 war er inszenierender Intendant des Schauspiel Köln.

## Leben und Wirken

### Ausbildung
1986 bis 1988 studierte Stefan Bachmann Germanistik und allgemeine Literaturwissenschaft an der Universität Zürich. 1987 war er Hospitant am Schauspielhaus Zürich bei Der lange Abschied nach Raymond Chandler (Regie Gerd Heinz) und er schrieb Zeitungsbeiträge für den Tages-Anzeiger und Die Weltwoche. Es folgten Volontariate bei Spiel- und Werbefilmen. 1988/89 erhielt er eine Hospitanz bei Luc Bondy an der Schaubühne Berlin. 1989 erfolgte sein Umzug nach Berlin und der Beginn des Studiums der Germanistik, Theater- und Religionswissenschaft. Er war Mitglied des Studententheaters Studiobühne an der Freien Universität und zusammen mit Ricarda Beilharz, Thomas Jonigk und Lars-Ole Walburg Mitbegründer des Theaters Affekt. Dieses wurde mit Inszenierungen wie beispielsweise Shakespeares Titus Andronicus (1992), Aristophanes’ Lysistrate (1993), Kleists Penthesilea (1994) oder Goethes Lila bis über die freie Theaterszene Berlins hinaus bekannt.

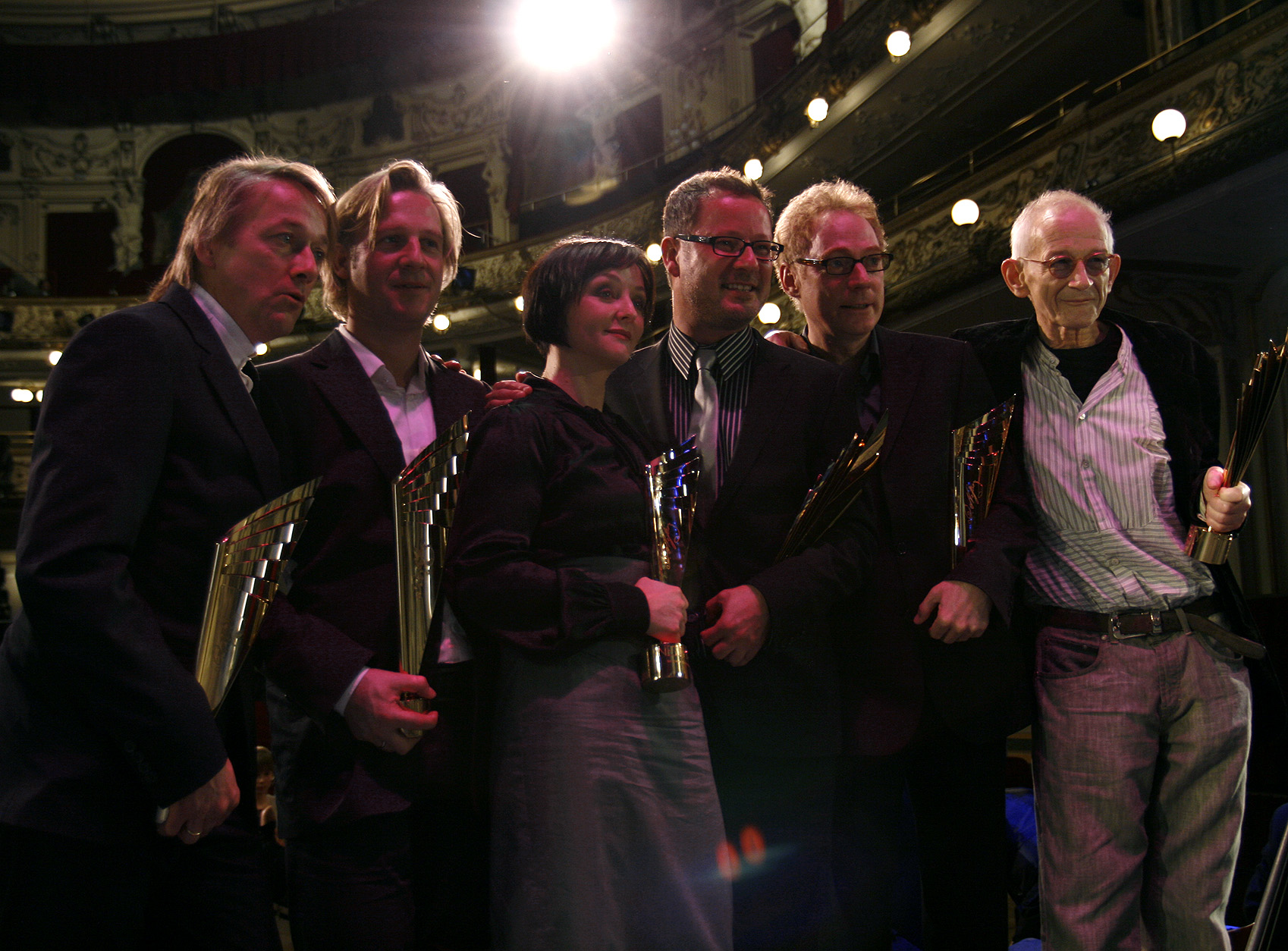
Stefan Bachmann (2. v. l.), für die beste Regie (Verbrennungen von Wajdi Mouawad, Akademietheater) mit dem Nestroy-Theaterpreis 2008 ausgezeichnet

### Theaterarbeit

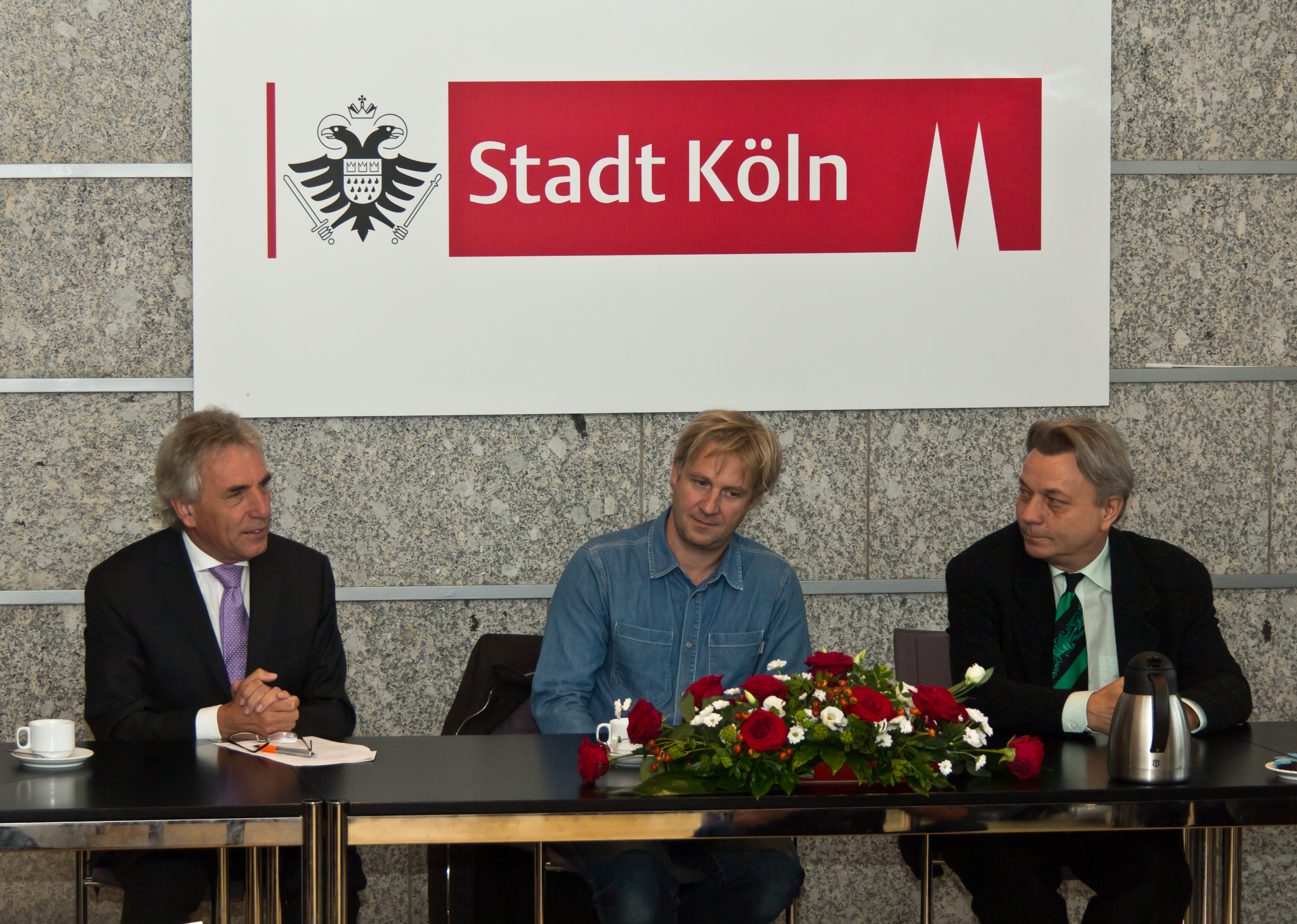
OB Jürgen Roters (links) und der Beigeordnete für Kunst und Kultur, Georg Quander (rechts), stellen auf einer Pressekonferenz am 6. Oktober 2011 im Rathaus den designierten künftigen Intendanten des Kölner Schauspiels, Stefan Bachmann (Mitte), vor

Ab 1993 war er als freiberuflicher Theaterregisseur tätig. Stefan Bachmann inszenierte unter anderem am Schauspiel Bonn (1994), an der Volksbühne am Rosa-Luxemburg-Platz Berlin (Marivaux’ Die falsche Zofe 1994), am Zürcher Theater am Neumarkt (Goethes Wahlverwandtschaften 1995) und am Deutschen Schauspielhaus Hamburg (Corneilles Triumph der Illusionen 1997). 1996 wählte ihn die Kritik zum Nachwuchsregisseur des Jahres. 1998 wurde er Schauspieldirektor am Theater Basel und nur ein Jahr später wurde dieses von Theater heute zum „Theater des Jahres“ gewählt. Insgesamt war Stefan Bachmann bislang mit vier Inszenierungen beim Berliner Theatertreffen vertreten (1996, 1997, 2000, 2021). Als Schauspieldirektor verblieb Bachmann in Basel bis zum Ende der Spielzeit 2002/2003. Danach arbeitete er wieder als freier Regisseur. Seine Arbeiten führten ihn nun ans Burgtheater in Wien und ans Deutsche Theater in Berlin. 2006/2007 inszenierte er vor allem am Düsseldorfer Schauspielhaus und am Berliner Gorki-Theater. 2008 wurde Stefan Bachmann für seine Regieleistung in der Akademietheater-Inszenierung von Wajdi Mouawads Verbrennungen mit dem Nestroy-Theaterpreis ausgezeichnet. Mit Zustimmung des Hauptausschusses des Rates der Stadt Köln vom 7. November 2011 ist Bachmann seit dem 1. September 2013 Intendant des Schauspiel Köln.
Ihm steht das gleiche Budget zur Verfügung wie seiner Vorgängerin Karin Beier. Anfang November 2017 verlängerte Bachmann seinen Vertrag bis zum Ende der Spielzeit 2020/21. Ursprünglich wollte Bachmann nach dem noch nicht terminierten Einzug des Schauspiel in das sanierte Haus am Kleinen Offenbachplatz mindestens drei weitere Spielzeiten in Köln bleiben. Bundesweites Aufsehen erregten im Jahr 2018 Mobbing-Vorwürfe gegen Bachmann, welche er zurückwies. Am 23. Mai 2019 verlängerte Bachmann seinen Vertrag bis ins Jahr 2023. Mit Zustimmung des Hauptausschusses der Stadt Köln am 19. Juli 2021 wurde sein Vertrag, der bis zum 31. August 2023 läuft, bis zum 31. August 2026 verlängert. Am 21. Dezember 2022 wurde von der österreichischen Regierung bekanntgegeben, dass Bachmann ab 1. September 2024 als Direktor das Burgtheater in Wien leiten wird.

### Privat
Bachmann ist mit der Theaterschauspielerin Melanie Kretschmann verheiratet, mit welcher er auch zusammenarbeitet. Das Paar hat drei Söhne und eine Tochter.

## Inszenierungen (Auswahl)
- 1992: Baal von Bertolt Brecht, Berlin
- 1992: Titus Andronicus von William Shakespeare, Theater Affekt (Berlin)
- 1993: Lysistrate von Aristophanes, Theater Affekt (Berlin)
- 1993: Dirty dishes von Nick Whitby, Bonn
- 1994: Du sollst mir Enkel schenken von Thomas Jonigk (Uraufführung), Bonn
- 1994: Penthesilea von Heinrich von Kleist, Theater Affekt (Berlin)
- 1995: Wahlverwandtschaften. Nach Goethe von Stefan Bachmann und Lars-Ole Walburg nach Johann Wolfgang von Goethe, Theater am Neumarkt Zürich
- 1995: Lila von Johann Wolfgang von Goethe, Theater Affekt (Berlin)
- 1996: Engel in Amerika von Tony Kushner, Bonn
- 1996: Skizzenbuch von Wolfgang Bauer, Wiener Festwochen / Schauspielhaus Wien
- 1996: Triumph der Empfindsamkeit von Johann Wolfgang von Goethe, Volksbühne Berlin
- 1997: Triumph der Illusionen von Pierre Corneille, Deutsches Schauspielhaus Hamburg
- 1997: Tragödie der Rächer von Cyril Tourneur, Wiener Festwochen
- 1998: Der kaukasische Kreidekreis von Bertolt Brecht, Deutsches Schauspielhaus Hamburg
- 1998: Troilus und Cressida von William Shakespeare, Theater Basel
- 1998: Magic Afternoon von Wolfgang Bauer, Theater Basel
- 1999: Merlin oder Das wüste Land von Tankred Dorst, Theater Basel
- 1999: Ein Sommernachtstraum von William Shakespeare, Theater Basel
- 1999: Jeff Koons von Rainald Goetz (Uraufführung), Deutsches Schauspielhaus Hamburg
- 2000: Täter von Thomas Jonigk, Theater Basel
- 2000: Der Sturm von William Shakespeare, Theater Basel
- 2000: Franziska von Frank Wedekind, Theater Basel
- 2001: Biedermann und die Brandstifter von Max Frisch, Theater Basel
- 2001: Così fan tutte von Wolfgang Amadeus Mozart, Oper Lyon
- 2001: Die Zauberflöte von Wolfgang Amadeus Mozart, Theater Basel
- 2002: Hamlet von William Shakespeare, Theater Basel
- 2003: Der seidene Schuh von Paul Claudel, Theater Basel
- 2005: Amphitryon von Heinrich von Kleist, Deutsches Theater Berlin
- 2005: Der Verschwender von Ferdinand Raimund, Burgtheater Wien
- 2006: Liebe, Kannibalen, Godard von Thomas Jonigk, Thalia Theater Hamburg
- 2006: Hörst du mein heimliches Rufen von Thomas Jonigk, Schauspielhaus Düsseldorf
- 2006: Tristan und Isolde von Richard Wagner, Staatsoper Unter den Linden (Berlin)
- 2007: Verbrennungen von Wajdi Mouawad, Burgtheater Wien (Akademietheater)
- 2007: Die Gottlosen von Paul Claudel, Maxim-Gorki-Theater Berlin
- 2007: Maß für Maß von William Shakespeare, Thalia Theater Hamburg
- 2008: Maria Stuart von Friedrich Schiller, Schauspielhaus Düsseldorf
- 2008: Das Leben ein Traum von Pedro Calderón de la Barca, Thalia Theater Hamburg
- 2008: Der Zauberberg nach Thomas Mann, Maxim-Gorki-Theater Berlin
- 2009: Trilogie des Wiedersehens von Botho Strauß, Burgtheater Wien
- 2009: Martin Salander nach Gottfried Keller in der Bearbeitung von Thomas Jonigk, Schauspielhaus Zürich
- 2009: Lorenzaccio von Alfred de Musset und George Sand, Burgtheater Wien
- 2010: Ach, da bist du ja! von Thomas Jonigk, Schauspielhaus Düsseldorf
- 2010: Geschichten aus dem Wiener Wald von Ödön von Horváth, Burgtheater Wien (Akademietheater)
- 2010: Die Beteiligten von Kathrin Röggla, Burgtheater Wien (Akademietheater)
- 2010: Geri von Martin Suter und Stephan Eicher, Schauspielhaus Zürich
- 2011: Perikles von William Shakespeare, Burgtheater Wien (Kasino)
- 2011: Das steinerne Brautbett von Harry Mulisch, eingerichtet mit Felicitas Zürcher (Uraufführung), Staatsschauspiel Dresden
- 2012: Winterreise von Elfriede Jelinek, Burgtheater Wien (Akademietheater)
- 2012: Genesis. Die Bibel, Teil 1 von Stefan Bachmann, Schauspielhaus Zürich (Schiffbau/Halle)
- 2013: Der Streik von Ayn Rand, für die Bühne bearbeitet von Stefan Bachmann und Jens Groß, Schauspiel Köln
- 2017: Peer Gynt von Henrik Ibsen, Schauspiel Köln
- 2018: Tyll von Daniel Kehlmann, für die Bühne bearbeitet von Stefan Bachmann und Julian Pörksen, Schauspiel Köln
- 2019: Schnee Weiss von Elfriede Jelinek (Uraufführung), Schauspiel Köln
- 2019: Rom nach William Shakespeares Coriolan, Julius Cäsar & Antonius und Cleopatra, Thalia Theater (Hamburg)
- 2020 Graf Öderland[13] von Max Frisch, Theater Basel

## Auszeichnungen
- 1995: Friedrich-Luft-Preis für Lila (Theater Affekt Berlin)
- 1996: Josef-Kainz-Förderpreis für Regie für Skizzenbuch (Schauspielhaus Wien)
- 1996: Einladung seiner Inszenierung von Wahlverwandtschaften. Nach Goethe (Theater Neumarkt Zürich) zum Berliner Theatertreffen
- 1997: Einladung seiner Inszenierung von Triumph der Illusionen (Deutsches Schauspielhaus Hamburg) zum Berliner Theatertreffen
- 2000: Einladung seiner Inszenierung von Jeff Koons (Deutsches Schauspielhaus Hamburg) zum Berliner Theatertreffen
- 2008: Nestroy-Theaterpreis mit Verbrennungen (Burgtheater Wien) für die „Beste Regie“
- 2011: Einladung seiner Inszenierung " Die Beteiligten" (Burgtheater Wien) zum Berliner Theatertreffen.
- 2012: Nestroy-Theaterpreis[14] in der Kategorie Beste deutschsprachige Aufführung für Winterreise von Elfriede Jelinek am Wiener Akademietheater
- 2021: Einladung seiner Inszenierung von Graf Öderland (Residenztheater/Theater Basel) zum Berliner Theatertreffen
- 2022: Hanns-Schaefer-Preis 2020/21[15]
- 2023: Deutscher Theaterpreis Der Faust in der Kategorie Inszenierung Schauspiel für Johann Holtrop – Abriss der Gesellschaft am Schauspiel Köln/Düsseldorfer Schauspielhaus[16]
- 2024: 14. Kölner Kulturpreis des Kölner Kulturrats[17]

## Audios
- WDR 5 (Westdeutscher Rundfunk) Scala vom 3. Januar 2022: Reihe „Durch meine Augen“, von Christian Seebaum